# Sobralia sotoana
Sobralia sotoana är en orkidéart som beskrevs av Robert Louis Dressler och Bogarín. Sobralia sotoana ingår i släktet Sobralia och familjen orkidéer. Inga underarter finns listade i Catalogue of Life.